# Botswanas flag
Botswanas flag blev taget i brug 30. september 1966. Flaget er lyseblåt med et sort horisontalt bånd over midten. Båndet har hvide kanter. Forholdet mellem striberne er 9:1:4:1:9.
Den blå farve symboliserer vand, specielt regn, og kommer fra mottoet på Botswanas rigsvåben: Pula (Som er Tswana og betyder: "Lad det blive regn"). De sorte og hvide linjer symboliserer harmoni mellem folkeslag, og refererer også til zebraerne som bærer rigsvåbnet.
- Wikimedia Commons har flere filer relateret til Botswanas flag

| Flag | Spire Denne artikel om flag eller vexillologi er en spire som bør udbygges. Du er velkommen til at hjælpe Wikipedia ved at udvide den. |